# Austria en los Juegos Paralímpicos de Örnsköldsvik 1976
Austria estuvo representada en los Juegos Paralímpicos de Örnsköldsvik 1976 por un total de 24 deportistas, 20 hombres y cuatro mujeres.

## Medallistas
El equipo paralímpico austríaco obtuvo las siguientes medallas:
| Nombre                                      | Deporte        | Evento                         |
| ------------------------------------------- | -------------- | ------------------------------ |
| Oro                                         |                |                                |
| Franz Meister                               | Esquí alpino   | Eslalon I masculino            |
| Josef Meusburger                            | Esquí alpino   | Eslalon II masculino           |
| Adolf Hagn                                  | Esquí alpino   | Eslalon gigante IV B masculino |
| Herbert Millendorfer                        | Esquí alpino   | Combinada II masculino         |
| Horst Morokutti                             | Esquí alpino   | Combinada IV B masculino       |
| Plata                                       |                |                                |
| Heidi Jauk                                  | Esquí alpino   | Eslalon II femenino            |
| Heidi Jauk                                  | Esquí alpino   | Eslalon gigante II femenino    |
| Heidi Jauk                                  | Esquí alpino   | Combinada II femenino          |
| Brigitte Rajchl                             | Esquí alpino   | Eslalon gigante I femenino     |
| Brigitte Rajchl                             | Esquí alpino   | Combinada I femenino           |
| Ursula Steiger                              | Esquí alpino   | Eslalon I femenino             |
| Manfred Brandl                              | Esquí alpino   | Eslalon III masculino          |
| Manfred Brandl                              | Esquí alpino   | Eslalon gigante III masculino  |
| Manfred Brandl                              | Esquí alpino   | Combinada III masculino        |
| Horst Morokutti                             | Esquí alpino   | Eslalon IV B masculino         |
| Horst Morokutti                             | Esquí alpino   | Eslalon gigante IV B masculino |
| Peter Perner                                | Esquí alpino   | Eslalon I masculino            |
| Herbert Millendorfer                        | Esquí alpino   | Eslalon gigante II masculino   |
| Anton Berger                                | Esquí alpino   | Eslalon gigante IV A masculino |
| Franz Meister                               | Esquí alpino   | Combinada I masculino          |
| Adolf Hagn                                  | Esquí alpino   | Combinada IV B masculino       |
| Bronce                                      |                |                                |
| Ursula Steiger                              | Esquí alpino   | Eslalon gigante I femenino     |
| Ursula Steiger                              | Esquí alpino   | Combinada I femenino           |
| Brigitte Rajchl                             | Esquí alpino   | Eslalon I femenino             |
| Franz Perner                                | Esquí alpino   | Eslalon III masculino          |
| Franz Perner                                | Esquí alpino   | Eslalon gigante III masculino  |
| Franz Perner                                | Esquí alpino   | Combinada III masculino        |
| Willi Berger                                | Esquí alpino   | Eslalon IV B masculino         |
| Willi Berger                                | Esquí alpino   | Combinada IV B masculino       |
| Herbert Millendorfer                        | Esquí alpino   | Eslalon II masculino           |
| Franz Meister                               | Esquí alpino   | Eslalon gigante I masculino    |
| Anton Ledermaier                            | Esquí alpino   | Eslalon gigante IV A masculino |
| Walter Laurer                               | Esquí alpino   | Combinada I masculino          |
| Anton Berger                                | Esquí alpino   | Combinada IV A masculino       |
| Wolfgang Pickl Josef Scheiber Eugen Wilhelm | Esquí de fondo | 3 × 10 km III-IV B masculino   |